# ORANGE RANGE world world world TOUR VS 名古屋ELL
『ORANGE RANGE world world world TOUR vs 名古屋ELL』（オレンジレンジ ワールドワールドワールド ツアー バーサス ナゴヤいーエルエル）は、日本の ミクスチャーバンド、ORANGE RANGEの8枚目のDVD。

## 解説
- ORANGE RANGE6枚目のライブDVD。11月25日に神奈川県民ホールで行われた「ORNAGE RANGE LIVE TOUR 009-010 〜world world world〜」と、1月12日に名古屋ELLで行われた「ORANGE RANGE LIVEHOUSE TOUR 009-010 〜茂さん結婚29周年記念末永くお幸せに〜」を2枚組みにしている。
- 両ライブともドラマーは佐野康夫である。

## 収録曲

### Disc1
1. the map
6thアルバム「world world world」収録曲。
2. Son of the Sun
6thアルバム「world world world」収録曲。
3. World World World Tour 1
4. IKAROS
6thアルバム「world world world」収録曲。
5. MC1
6. おしゃれ番長 feat.ソイソース
20thシングル。
7. KIMAGURE 23
6thアルバム「world world world」収録曲。
8. World World World Tour 2
9. HIBISCUS
6thアルバム「world world world」収録曲。
10. MC2
11. FACTORY
6thアルバム「world world world」収録曲。
12. White Blood Ball Red Blood Ball ~Dub Mix~ 
6thアルバム「world world world」収録曲。
13. World World World Tour 3
14. MC3
15. ジャポネーゼ
6thアルバム「world world world」収録曲。
16. Silent Night
4thアルバム「ORANGE RANGE」収録曲。
17. MC4
18. BETWEEN
3rdアルバム「ИATURAL」収録曲。
19. チェスト
7thシングル。
20. World World World Tour 4
21. 鬼ゴロシ
6thアルバム「world world world」収録曲。
22. MC5
23. 瞳の先に
21stシングル。
24. space girl feat.ペチュニアロックス 
6thアルバム「world world world」収録曲。
25. TWISTER
1stアルバム「1st CONTACT」収録曲。
26. yumekaze
3rdアルバム「ИATURAL」収録曲。
27. Fin
6thアルバム「world world world」収録曲。
28. HIROKIとRYOの松本城散策 (SPECIAL TRACK)
29. NAOTO COLLECTION 009-010 (SPECIAL TRACK)

### Disc2
1. BETWEEN
2. おしゃれ番長 feat.ソイソース
3. HIBISCUS
4. MC1
5. キリキリマイ
デビューシングル。
6. ミッションinポッピプル
1stアルバム「1st CONTACT」収録曲。
7. FAT
4thアルバム「ORANGE RANGE」収録曲。
8. IKAROS
9. イカSUMMER
16thシングル。
10. お願い!セニョリータ
11thシングル。
11. MC2
12. GOD69
3rdアルバム「ИATURAL」収録曲。
13. チェスト
14. 鬼ゴロシ
15. ソイソースのTheme 
12thシングル「キズナ (ORANGE RANGEの曲)」c/w。
16. TWISTER
17. MC3
18. 上海ハニー
2ndシングル。
19. ロコローション
6thシングル。
20. キズナ
12thシングル。